# Parafia św. Barbary w Żelaznym Moście
Parafia św. Barbary w Żelaznym Moście – parafia rzymskokatolicka w dekanacie Polkowice w diecezji legnickiej. Obsługiwana przez księży archidiecezjalnych.